# Международный аэропорт имени Джомо Кениаты
Международный аэропорт имени Джомо Кениаты (англ. Jomo Kenyatta International Airport), (ИАТА: NBO, ИКАО: HKJK) — аэропорт совместного базирования, в части гражданских перевозок обслуживающий столичный город Найроби (Кения). Расположен в 15 километрах к юго-востоку от центральной части города. Маршрутная сеть регулярных перевозок аэропорта связывает Найроби с более чем пятьюдесятью городами других стран. Является главным транзитным узлом (хабом) национального авиаперевозчика Kenya Airways и бюджетной авиакомпании Кении Fly540.
Аэропорт получил своё официальное название в честь первого президента и премьер-министра страны Джомо Кениаты.
В 2011 году услугами международного аэропорта имени Джомо Кениаты воспользовалось 5 803 635 человек, по показателю пассажирооборота порт занял девятое место среди всех коммерческих аэропортов Африки.

## История
Официальное открытие аэропорта Эмбакаси состоялось 9 марта 1958 года. Церемонию должна была возглавлять королева-мать Елизавета, однако в это время она находилась в Австралии и не смогла принять участие в церемонии, поэтому аэропорт Найроби торжественно открыл последний кенийский губернатор метрополии сэр Эвелин Бэринг.
В 1964 году Кения обрела независимость, после чего воздушная гавань была переименована в Международный аэропорт Найроби. В 1972 году Всемирный банк одобрил выделение кредита на программу модернизации и расширения аэропортовской инфраструктуры, включающей возведение нового пассажирского терминала, строительство первого грузового терминала, новых рулёжных дорожек, зданий полицейской и пожарной служб, а также реконструкцию подъездных автомобильных дорог к терминалам. Общая стоимость проекта составила 29 миллионов долларов США (111 818 078 долларов в пересчёте на цены августа 2013 года). 14 марта 1978 года был введён в эксплуатацию ныне действующий пассажирский терминал, во главе торжественной церемонии открытия находился президент страны Джомо Кениата. 22 августа 1978 года порт сменил своё официальное название в честь первого президента Кении.
5 августа 2013 года в магистральном топливопроводе аэропорта образовалась воздушная пробка. Вследствие этого порт был закрыт на приём и отправку всех самолётов, около тысячи пассажиров были размещены на ночёвку в соседних гостиницах. К утру следующего дня проблема была устранена и аэропорт заработал в штатном режиме.
7 августа 2013 года в иммиграционной зоне зала вылета возник сильный пожар, быстро распространившийся на зал прилёта международных линий. Аэропорт был закрыт, прибывающие в Найроби воздушные суда перенаправлены в другие аэропорты Кении, главным образом. в Момбасу.

## Терминал
Прежний пассажирский терминал, расположенный по северную сторону от взлётно-посадочной полосы, находится в ведении Военно-воздушных сил Кении и часто называется «Старым аэропортом Эмбакаси».

Здание современного пассажирского терминала построено в форме полукруга и состоит из трёх секций: первая и вторая секции обслуживают международные рейсы на вылет и прилёт, третья секция используется для внутренних авиарейсов. Сдача в строй четвёртой секции пассажирского терминала была запланирована на конец 2013 года, однако из-за необходимости ликвидации последствий пожара 7 августа сроки сдачи нового объекта, скорее всего, будут пересмотрены.

## Авиакомпании и пункты назначения

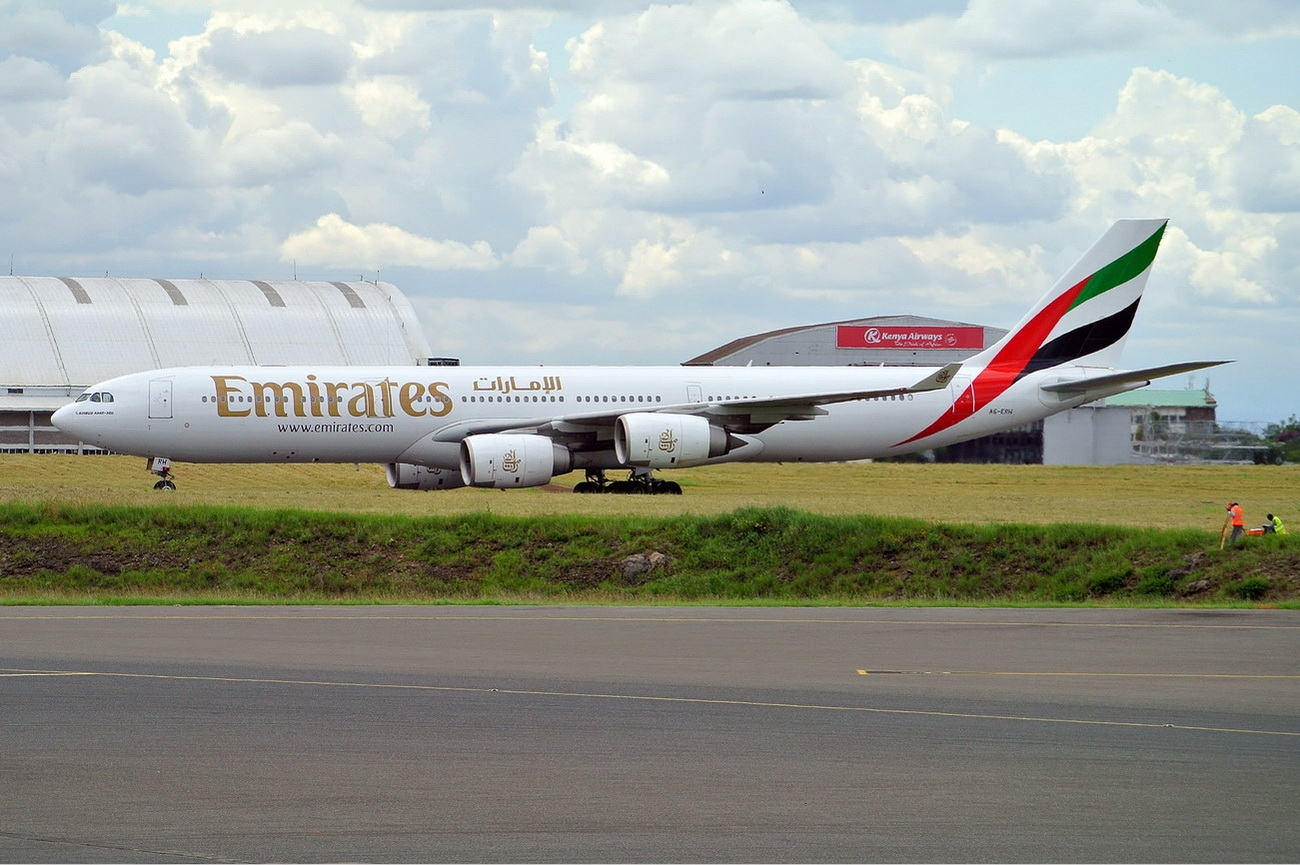
Руление Airbus A340-500 авиакомпании Emirates Airline

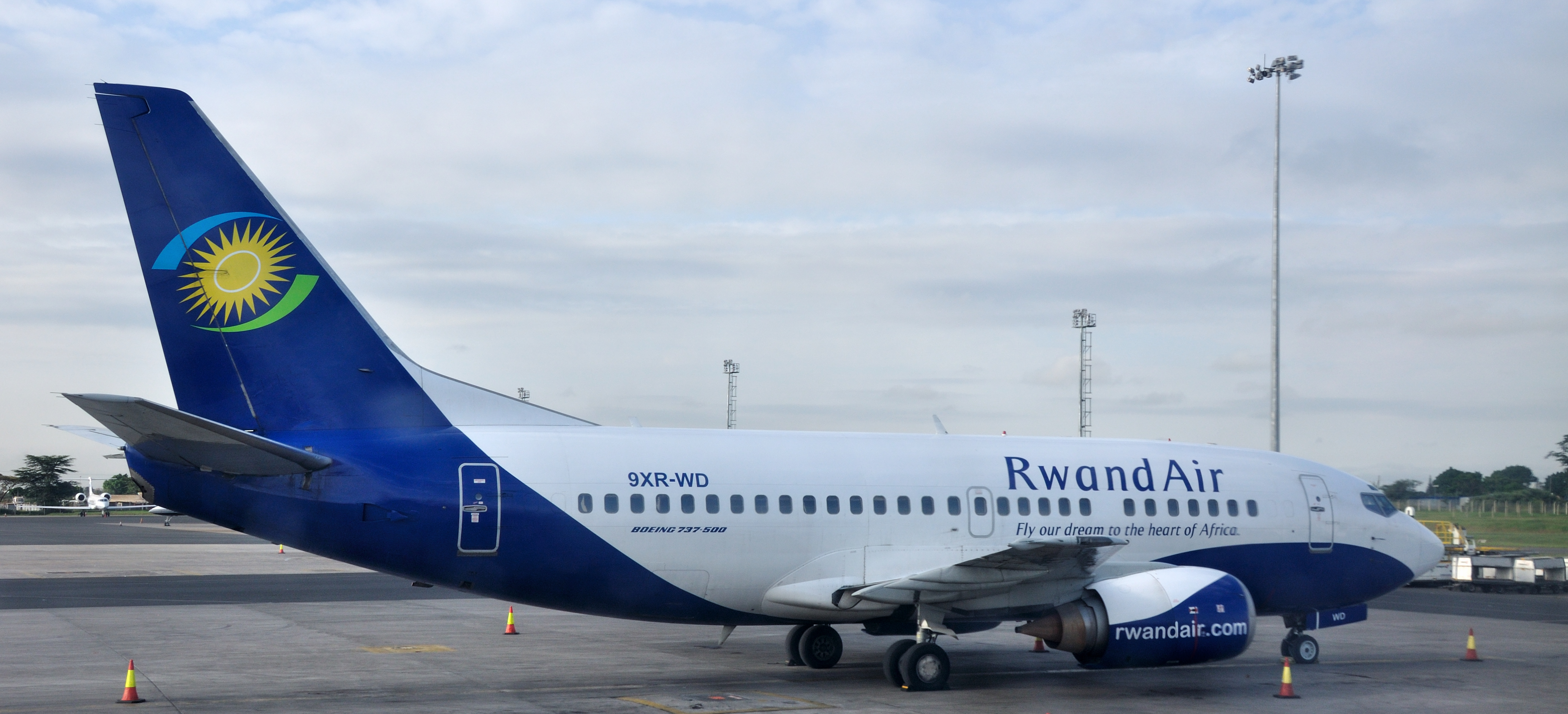
Boeing 737—500 авиакомпании RwandAir в аэропорту Найроби

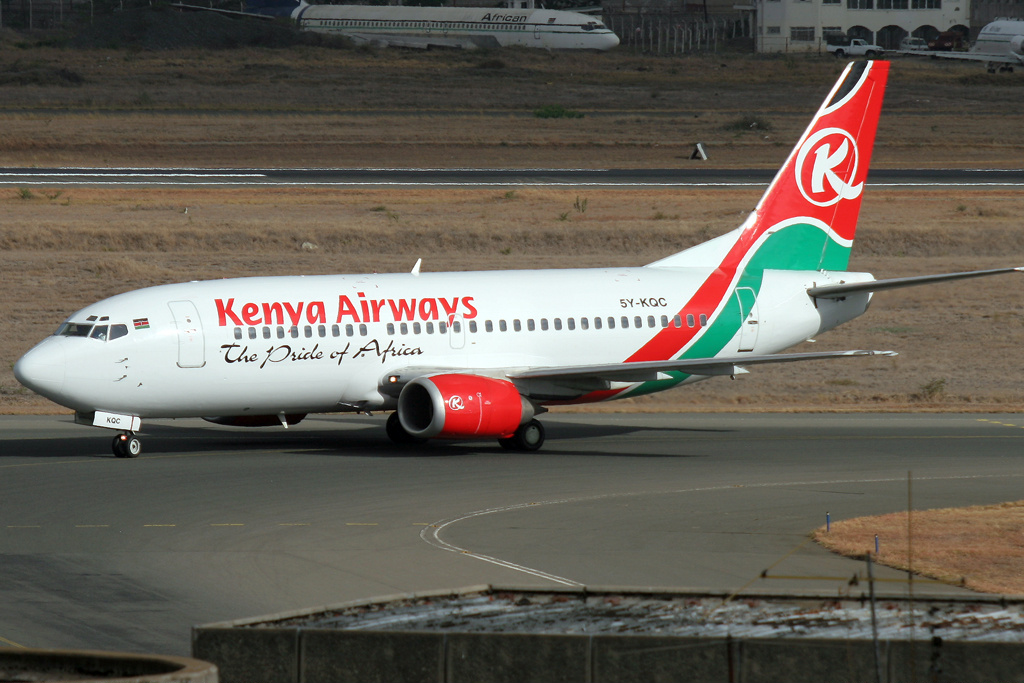
Boeing 737—300 авиакомпании Kenya Airways на рулении в международном аэропорту имени Джомо Кениаты

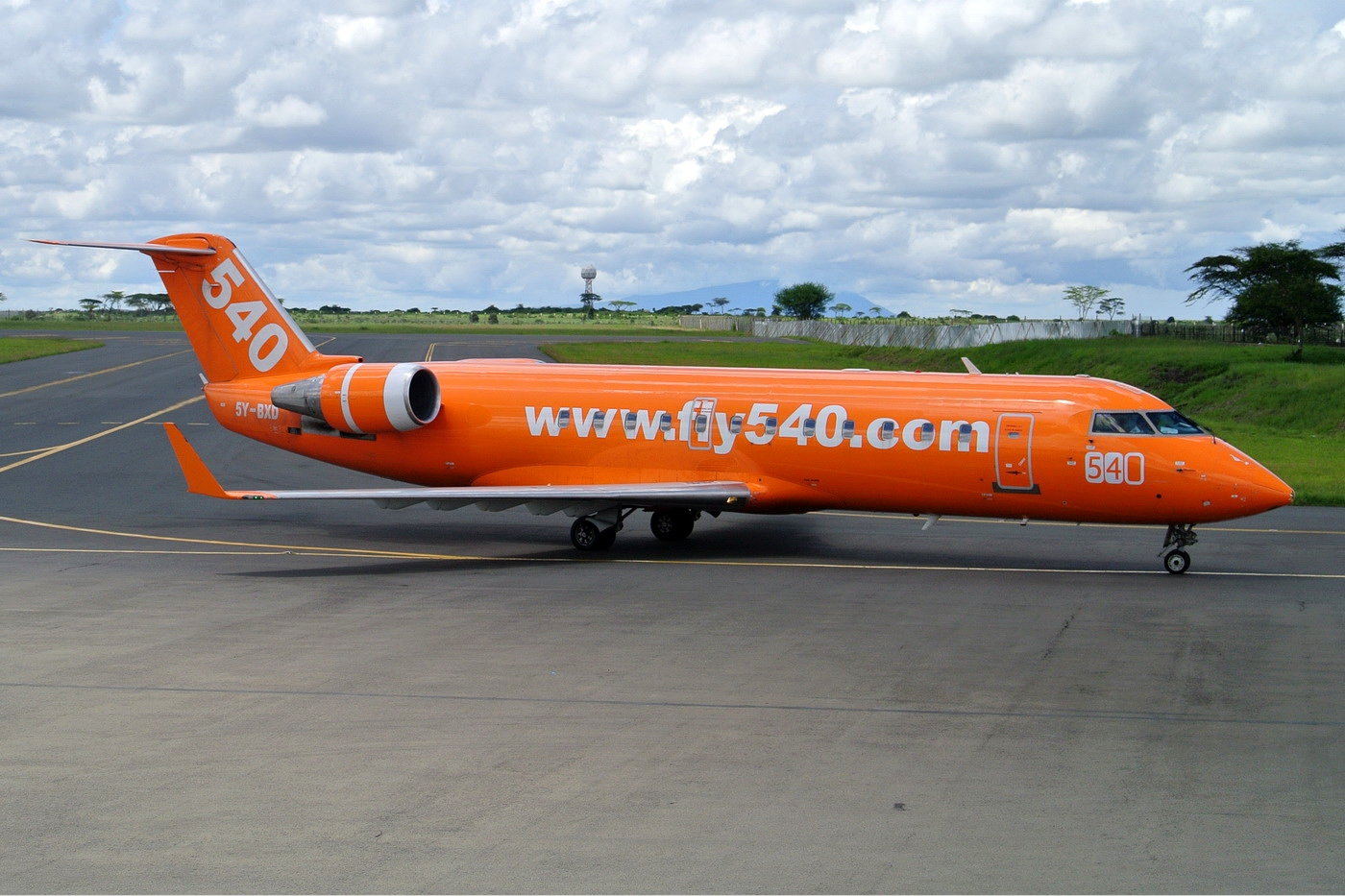
Bombardier CRJ-100 авиакомпании Fly540

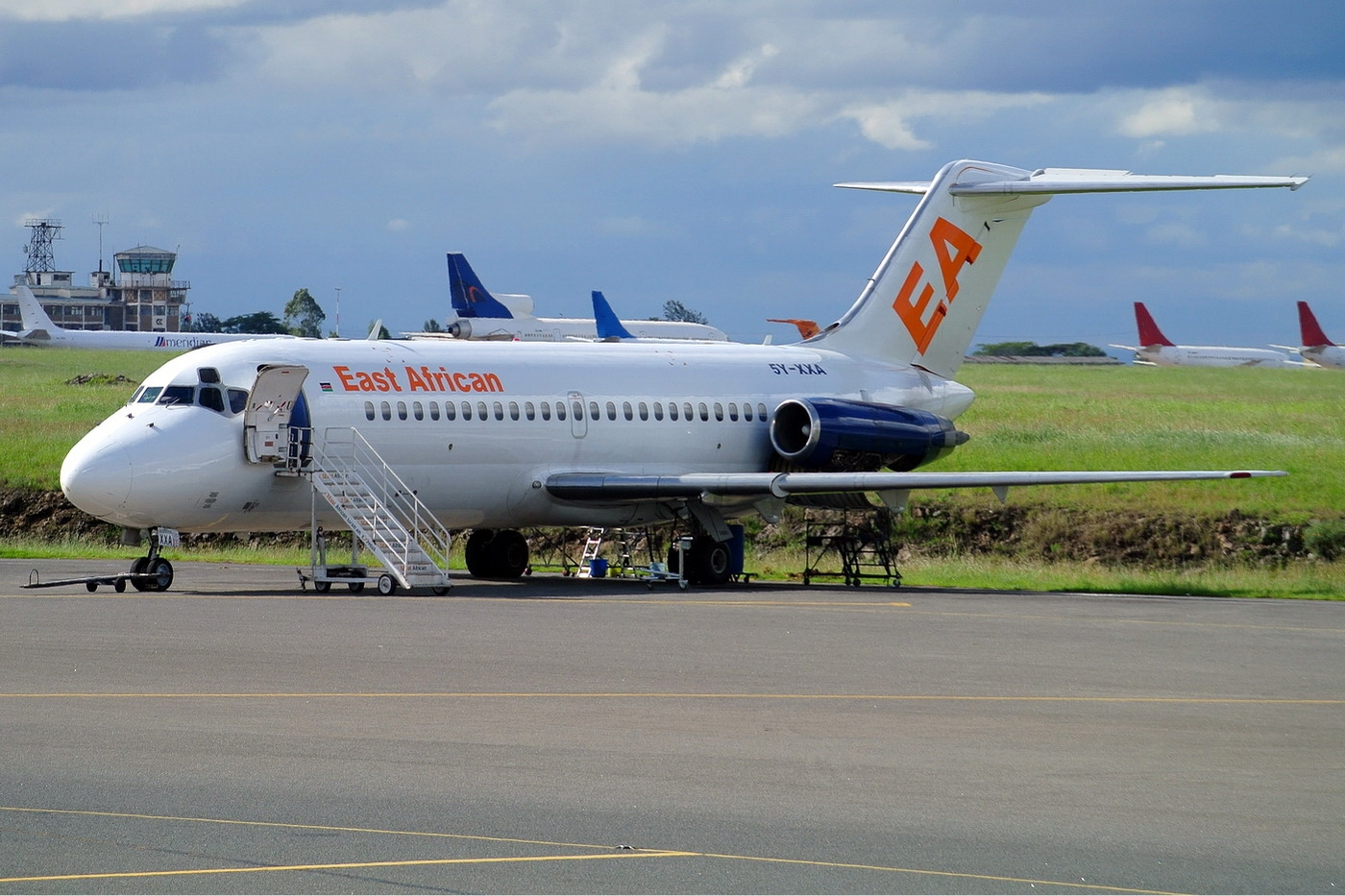
McDonnell Douglas DC-9-14 авиакомпании East African Safari Air в международном аэропорту имени Джомо Кениаты

## Авиапроисшествия
- 20 ноября 1974 года. Самолёт Boeing 747—130 (регистрационный D-ABYB) авиакомпании Lufthansa, следовавший регулярным рейсом LH540 из Франкфурта в Йоханнесбург с промежуточной посадкой в Найроби, разбился на взлёте с полосы 24 аэропорта Найроби вследствие ошибки экипажа, не установившего закрылки во взлётную конфигурацию. Погибло 59 человек из 157 находившихся на борту. Первая катастрофа Boeing 747 с человеческими жертвами.
- 17 мая 1989 года. Прерванный взлёт Boeing 707-330B авиакомпании Somali Airlines. Самолёт выкатился за взлётно-посадочную полосу и остановился на соседнем рисовом поле. На борту находилось 70 пассажиров и членов экипажа, о пострадавших не сообщалось[28].
- 4 декабря 1990 года. Грузовой Boeing 707-321C (регистрационный ST-SAC) авиакомпании Sudania Air Cargo при совершении посадки в аэропорту Найроби на ВПП 06 задел телеграфный столб в пяти километрах от торца полосы, упал на землю и загорелся. Погибли все 10 человек, находившиеся на борту самолёта. Во время катастрофы видимость в районе аэропорта составляла 500 метров, туман, низкая облачность до 30 метров[29].
- 6 июня 2012 года. При совершении посадки Airbus A320 авиакомпании EgyptAir, выполнявшего регулярный рейс 849 из Каира, лопнуло колесо основной стойки шасси, в результате чего лайнер съехал с взлётно-посадочной полосы. Порт был закрыт на несколько часов, прибывающие рейсы перенаправлены в другие аэропорты Кении, Уганды и Танзании. На борту самолёта находилось 123 человека, о пострадавших не сообщалось[30].